# Jean Bureau
Jean Bureau (muerto el 5 de julio de 1463) fue el artillero principal de la artillería francesa bajo Carlos VII durante los años finales de la Guerra de los Cien Años.
Bureau nació en Champagne, pero más tarde se mudó a París, donde trabajó para el gobierno inglés durante la ocupación. En 1439 Carlos VII hizo a Bureau maestro de la artillería de su ejército. Sirvió en Normandía, en los sitios de Pontoise y Harfleur en la captura de Bayeux.
En 1453 dirigió el ejército francés en lo que se considera la última batalla de la Guerra de los Cien Años, la batalla de Castillon en la cual derrotó al conde de Shrewsbury, John Talbot, que murió en la batalla. En su trabajo como maestro de la artillería del rey de Francia, Jean Bureau fue asistido por su hermano Gaspard Bureau (1393-1469). Más tarde, Jean fue hecho Señor de Montglat, y después Alcalde de Burdeos. Fue nombrado caballero en 1461. Murió en París el 5 de julio de 1463.